# Seleção Guianense de Voleibol Feminino
A seleção guianense de voleibol feminino é uma equipe sul-americana composta pelas melhores jogadoras de voleibol da Guiana, sendo esta mantida pela Federação Guianense de Voleibol (em inglês: Guyana Volleyball Federation).
Segundo a mais recente atualização do ranking da FIVB (Federação Internacional de Voleibol), o selecionado guianês ainda não consta no mesmo.